# Volley-ball aux Jeux olympiques d'été de 2020
Navigation
Rio 2016 Paris 2024

Ariake Arena

Les épreuves de volley-ball en salle lors des Jeux olympiques d'été de 2020 devaient avoir lieu du 25 juillet au 9 août 2020 à Tokyo au Japon, et ont été reportées à 2021. Les compétitions rassemblent douze équipes masculines et féminines pour un total de 288 volleyeurs. Les épreuves se déroulent au sein de l'Ariake Arena.
Chez les hommes, la France, qui n'avait jamais atteint les quarts de finale depuis sa première participation à Séoul en 1988, s'impose en finale 3 sets à 2 face aux joueurs du Comité olympique de Russie, remportant le premier titre olympique de son histoire pour sa première médaille. Le joueur français Earvin Ngapeth est par ailleurs désigné meilleur joueur du tournoi. Côté féminin, les États-Unis gagnent aussi pour la première fois aux Jeux, sur une victoire finale face au Brésil, 3 sets à 0.

## Calendrier des épreuves
| P | Premier tour | ¼ | Quarts de finale | ½ | Demi-finales | F | Finale |

| Compétition↓/Date → | 25 | 26 | 27 | 28 | 29 | 30 | 31 | 1 | 2 | 3 | 4 | 5 | 6 | 7 | 8 |
| ------------------- | -- | -- | -- | -- | -- | -- | -- | - | - | - | - | - | - | - | - |
| Hommes              | P  |    | P  |    | P  |    | P  |   | P |   | ¼ |   | ½ | F |   |
| Femmes              |    | P  |    | P  |    | P  |    | P |   | P |   | ¼ |   | ½ | F |

## Tournoi masculin

### Qualifications
| Compétition                             | Compétition                             | Date               | Lieu                      | Places | Qualifiés  |
| --------------------------------------- | --------------------------------------- | ------------------ | ------------------------- | ------ | ---------- |
| Pays organisateur                       | Pays organisateur                       | 7 septembre 2013   | Buenos Aires, Argentine   | 1      | Japon      |
| Tournoi international de qualification  | Groupe A                                | 9-11 août 2019     | Varna, Bulgarie           | 1      | Brésil     |
| Tournoi international de qualification  | Groupe B                                | 9-11 août 2019     | Rotterdam, Pays-Bas       | 1      | États-Unis |
| Tournoi international de qualification  | Groupe C                                | 9-11 août 2019     | Bari, Italie              | 1      | Italie     |
| Tournoi international de qualification  | Groupe D                                | 9-11 août 2019     | Gdańsk-Sopot, Pologne     | 1      | Pologne    |
| Tournoi international de qualification  | Groupe E                                | 9-11 août 2019     | Saint-Pétersbourg, Russie | 1      | ROC        |
| Tournoi international de qualification  | Groupe F                                | 9-11 août 2019     | Ningbo, Chine             | 1      | Argentine  |
| Tournoi européen de qualification       | Tournoi européen de qualification       | 5-10 janvier 2020  | Berlin, Allemagne         | 1      | France     |
| Tournoi africain de qualification       | Tournoi africain de qualification       | 7-11 janvier 2020  | Le Caire, Égypte          | 1      | Tunisie    |
| Tournoi asiatique de qualification      | Tournoi asiatique de qualification      | 7-12 janvier 2020  | Jiangmen, Chine           | 1      | Iran       |
| Tournoi nord-américain de qualification | Tournoi nord-américain de qualification | 10-12 janvier 2020 | Vancouver, Canada         | 1      | Canada     |
| Tournoi sud-américain de qualification  | Tournoi sud-américain de qualification  | 10-12 janvier 2020 | Santiago, Chili           | 1      | Venezuela  |
| Total                                   | Total                                   | Total              | Total                     | 12     |            |

## Tournoi féminin

### Qualifications
| Compétition                             | Compétition                             | Date               | Lieu                                  | Places | Qualifiés              |
| --------------------------------------- | --------------------------------------- | ------------------ | ------------------------------------- | ------ | ---------------------- |
| Pays organisateur                       | Pays organisateur                       | 7 septembre 2013   | Buenos Aires, Argentine               | 1      | Japon                  |
| Tournoi international de qualification  | Groupe A                                | 1-4 août 2019      | Wrocław, Pologne                      | 1      | Serbie                 |
| Tournoi international de qualification  | Groupe B                                | 1-4 août 2019      | Ningbo, Chine                         | 1      | Chine                  |
| Tournoi international de qualification  | Groupe C                                | 1-4 août 2019      | Shreveport-Bossier City, États-Unis   | 1      | États-Unis             |
| Tournoi international de qualification  | Groupe D                                | 1-4 août 2019      | Uberlândia, Brésil                    | 1      | Brésil                 |
| Tournoi international de qualification  | Groupe E                                | 1-4 août 2019      | Kaliningrad, Russie                   | 1      | Russie                 |
| Tournoi international de qualification  | Groupe F                                | 1-4 août 2019      | Catane, Italie                        | 1      | Italie                 |
| Tournoi africain de qualification       | Tournoi africain de qualification       | 5-10 janvier 2020  | Yaoundé, Cameroun                     | 1      | Kenya                  |
| Tournoi asiatique de qualification      | Tournoi asiatique de qualification      | 7-12 janvier 2020  | Nakhon Ratchasima, Thaïlande          | 1      | Corée du Sud           |
| Tournoi européen de qualification       | Tournoi européen de qualification       | 7-12 janvier 2020  | Apeldoorn, Pays-Bas                   | 1      | Turquie                |
| Tournoi nord-américain de qualification | Tournoi nord-américain de qualification | 10-12 janvier 2020 | Santo Domingo, République dominicaine | 1      | République dominicaine |
| Tournoi sud-américain de qualification  | Tournoi sud-américain de qualification  | 8-10 janvier 2020  | Bogotá, Colombie                      | 1      | Argentine              |
| Total                                   | Total                                   | Total              | Total                                 | 12     |                        |

## Résultats

### Podiums
| Épreuves         | Or | Argent | Bronze |
| Tournoi masculin | France Barthélémy Chinenyeze Jenia Grebennikov Jean Patry Benjamin Toniutti Kévin Tillie Earvin Ngapeth Antoine Brizard Stephen Boyer Nicolas Le Goff Daryl Bultor Trévor Clévenot Yacine Louati                  | ROC Iaroslav Podlesnikh Artem Volvich Dmitri Volkov Ivan Iakovlev Denis Bogdan Pavel Pankov Viktor Poletaev Maksim Mikhailov Iegor Klyuka Ilyas Kurkaev Igor Kobzar Valentin Goloubev                                  | Argentine Matías Sánchez Federico Pereyra Cristian Poglajen Facundo Conte Agustín Loser Santiago Danani Sebastián Solé Bruno Lima Ezequiel Palacios Luciano De Cecco Nicolás Méndez Martín Ramos |
| Tournoi féminin  | États-Unis Foluke Akinradewo Michelle Bartsch-Hackley Andrea Drews Micha Hancock Kimberly Hill Jordan Larson Chiaka Ogbogu Jordyn Poulter Kelsey Robinson Jordan Thompson Haleigh Washington Justine Wong-Orantes | Brésil Camila Brait Tandara Caixeta Macris Carneiro Ana Beatriz Corrêa Ana Carolina da Silva Ana Cristina de Souza Fernanda Garay Carol Gattaz Gabriela Guimarães Rosamaria Montibeller Natália Pereira Roberta Ratzke | Serbie Bianka Buša Mina Popović Slađana Mirković Brankica Mihajlović Maja Ognjenović Ana Bjelica Maja Aleksić Milena Rašić Silvija Popović Tijana Bošković Bojana Milenković Jelena Blagojević   |

### Tableau des médailles
| Rang  | Nation     | Or | Argent | Bronze | Total |
| ----- | ---------- | -- | ------ | ------ | ----- |
| 1     | France     | 1  | 0      | 0      | 1     |
| 1     | États-Unis | 1  | 0      | 0      | 1     |
| 2     | ROC        | 0  | 1      | 0      | 1     |
| 2     | Brésil     | 0  | 1      | 0      | 1     |
| 4     | Argentine  | 0  | 0      | 1      | 1     |
| 4     | Serbie     | 0  | 0      | 1      | 1     |
| Total | Total      | 2  | 2      | 2      | 6     |